# 册封体制
冊封體制或中華朝貢體系，是中國歷代的一種以冊封禮為媒介的王朝國家聯盟模式，是世界眾多朝貢系統中持續時間最長的，它廣泛存在於19世紀以前的中國內部，以及中國週邊的东亚、东南亚和中亚国家。冊封體制自公元前10世纪周朝的創立开始，直到19世纪清朝的甲午戰爭戰敗為止都一直存在，共续2800餘年。

## 定義
中國的歷代統治者以天子自居，透過“冊封禮”去把其它國家的君主收為自己的臣子，臣子之間亦有等級，以佔據了中原地區的國家为第一核心，以學習過中國文化的東亞國家為次級中心，以未受到中國文化影響的國家為末端，往外推拓，呈現出輻射星状（详见：曾向中原王朝朝贡的政權列表）。
在名義上，冊封體制中的全體朝貢國均要接受中国的管束，其统治者們也需要聽從中國天子的命令，以履行身為臣子的本分；但實際上，中國無權干涉朝貢國的內政，甚至可以說是毫無興趣，中國僅能在文字、服裝、建築、音樂等軟實力方面能影響到一小批朝貢國，朝貢國如果不屬於漢字文化圈，那在日常生活中受到中国的影響就幾乎為零。經過冊封禮的朝貢国都需要定時定量的對天朝上贡，如果朝貢國不遵守一開始和天朝定下的規矩則會被視為“無禮之舉”，可透过強制或暴力的手段给予糾正；例如“齐桓公伐楚”一事中，身為周朝朝貢國的楚国没有正确的上贡祭祀所需之“包茅”，因此被周朝的另一朝貢國齊國借口入侵。
在冊封體制中，“君臣之分”只是透過冊封禮来對外国使节進行的一場“表演”，其目的為了向外国使节证明“中國一国的地位就能高於它所有的朝貢國”。只要朝貢國在仪式中肯承認中國的地位最高，那中國之後也不会再逼迫朝貢國做其它事；而朝貢國自己則被國際社會承認是一個向中国朝贡过的、完全獨立的主權國家。两个朝贡国之間可以随时又自由的進行戰爭、外交或貿易往來，也可以各憑本事的去发展其獨立特色，例如朝鮮半島和日本列島之間的長期博弈。只要朝贡国不要影响到中国本土，那中國就完全不想理會的朝贡国的内政，只想放任朝贡国自行發展。
另外，冊封體制中的朝貢國只需要上貢一点少量的本國貨物就算完成冊封仪式，而中国碍於“厚往薄來”的大原則卻必需要回禮它們更多，这造成了地位高的中国在經濟上吃虧，地位低的朝貢國反而在經濟上得利的局面。朝貢國們對中國的這種“假借朝貢之名，大行獲利之實”的做法称之为“朝贡贸易”，明朝就曾以次數太多为由回絕了朝鮮王朝、琉球王國和日本室町幕府的朝貢。最後，當中國的軍事實力不足之時也會逆向操作，主动对那些比它更强大的国家朝贡，以犧牲表面尊嚴的方式來換取實質利潤，例如南宋就先承認自己是金朝的臣子，但隨即就對金朝展開的歲幣貿易，迅速赚回了巨額金錢。

## 名稱
在中國歷史上對這個制度或者體系並沒有一個明確的稱呼，本條目的“册封体制”和“中华朝贡体系”这两个標題均非在中國本土產生：
- 中華朝貢體系：為中華民國大陸時期移民美國的漢學家鄧嗣禹于1940年代创造，他在印第安納大學执教时期為了讓歐美人理解中國歷史，需要使用一个固定的称谓去描述中國統治者在幾百年中發展出来的外交手段，因而發明了這個用詞[4][5][1]。
- 冊封體制：為日本的中國歷史學家西嶋定生於1962年创造，他為了方便向學生解释东亚古代的外交逻辑，并能準確描述日本在這之中的地位，因而發明了這個用詞。冊封體制四個字首次出现在其著作《六-八世紀の東アジア》和《西嶋定生の東アジア史論集·第三巻》中提及[6][7][8]。

## 历史

中国中心主义里的四夷示意图

### 雏形：畿服制度
朝贡体系的雏形是古代中国的畿服制度。早在中国商朝时期，统治者便已建立了“越在外服，侯甸男卫邦伯”的内外服制度，在这个制度当中，中国中原王朝的君主是内外服的共主。君主在王国中心地区（内服）设立行政机构，进行直接管理。在直属地区之外外服，则由接受中原王朝册封的地方统治者进行统治，内服和外服相互保卫。根据《尚书·大禹谟》的记载，九州之内的各地区，还负有进贡的责任。
周朝取代商朝之后，将这一制度细化，进一步发展出了五服、六服和九服的概念。特别是在《周礼·秋官·大行人》中，详细规定了各服的贡期和贡品的种类，还第一次提出了“九州之外，谓之番国”的概念，试图将这一制度推广到更广阔的中原王朝尚未实际掌控的地区去。
商朝的畿服制度带有强烈的原始部落军事联盟色彩，而周朝由于确立了“普天之下，莫非王土”的世界共主思想，将这一制度系统化和理想化，试图作为已知世界的准则。但是，由于周朝采用分封制度，后期又陷入诸侯纷争，所以这一制度基本仅停留在纸面上。

### 确立：册封制度
公元前221年秦朝统一中原地区之后，建立起了严格意义上的中央集权制帝国。当时在整个东亚和东南亚地区除匈奴外，并不存在可以与秦以及其后继的汉朝政权全面抗衡的政权。因此，除了以“敌国”身份对待匈奴之外，中原帝国便开始将先秦时期的畿服体系推广至已知的世界中去。

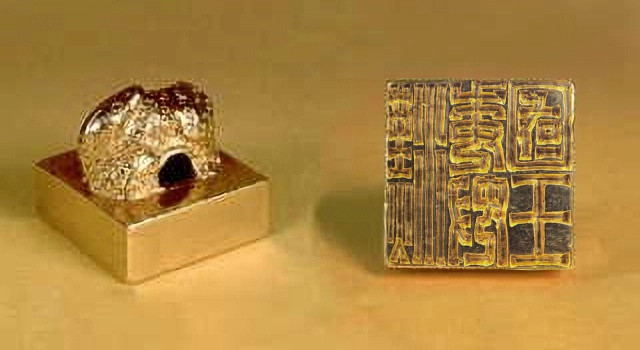
汉委奴国王印

漢武帝時期，漢朝經過與匈奴人長年的爭鬥後，击败匈奴，版圖延伸到西域一帶，由于在已知世界中不存在可以抗衡的对手，以中国中原王朝为中心的朝贡体系正式得以确立。在这时期的朝贡体系中，中原政权和其他诸国以“册封”关系为主。即各外国需要主动承认中原政权的共主地位，并凭借中央政权的册封取得统治的合法性。使得西域諸國陸續向西漢遣使納貢，貢品包含胡桃、葡萄、汗血馬等，而西域諸國首領也藉此獲得西漢朝廷的承認與穩定的邦誼，中央政权对各地方政权往往直接封为“某国王”或“某王”，如“汉倭奴国王”、“南越武王”（即趙陀）、“閩越王”（即騶無諸）、“疏勒国王”等。各受封国对中原政权按照不同的要求负有进贡和提供军队等义务。十六国时期，前凉君主张骏率军征伐西域，鄯善王献上美女，张骏立宾遐观以处之。焉耆王、于阗王亦向前凉进贡本国物产。
值得注意的是，汉朝仅仅册封其有能力控制或者自行前来投附的地方政权，政策相当务实。对于其认为在可以控制范围内的政权，如若敢于挑战汉朝的共主地位，就会遭到军事打击，汉武帝就因此先后击灭南越（南粵）、閩越、朝鲜，并远征大宛。而在其控制范围之外的国家，如安息、大秦等，汉朝都承认其独立地位，并不试图进行册封。

### 重组：羁縻制度

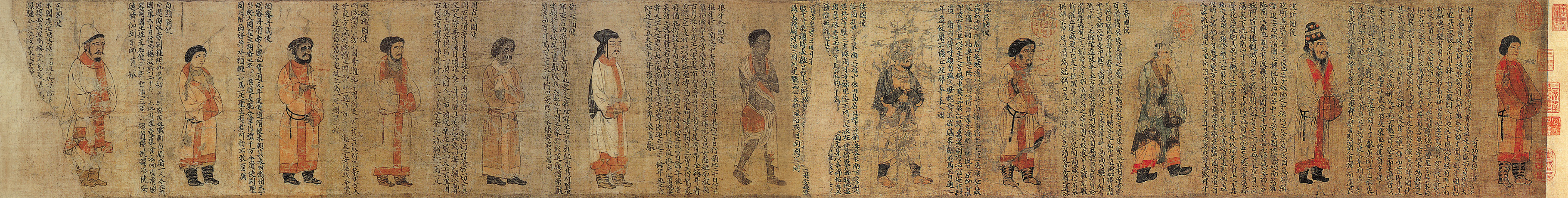
《職貢圖》，6世紀梁朝。由右到左：滑/嚈噠，波斯，百濟，龜茲，倭（日本），狼牙修，鄧至，周古柯，呵跋檀，胡蜜丹，白題，且末國

公元291年，西晋爆发八王之乱，其后中原王朝崩溃，北方游牧民族大量进入华夏民族的中枢地带，原有的册封体系随之崩溃。直至589年隋朝重新统一之后，朝贡体系方得到恢复。但是，随着唐朝的崩溃，五代十国和宋、金、元等王朝相继而起，整个朝贡体系再次陷入混乱之中。
在这一时期内，往往同时有多个政权均声称自己是天下之主，要求周边诸国朝贡，各小国往往也同时向多个大国朝贡，更有一些国家一边接受朝贡，一边又向更大的政权朝贡。这都使得这一时期的朝贡体系呈现出多元的网状特征。即便是在唐朝国力鼎盛之时，日本、渤海等国也力图成为次级的朝贡中心，甚至互称对方的使节是“贡使”。
同时，这段时间内中原政权往往采取“羁縻”政策取代原有的册封制度，最主要的特点是，封赐的不再仅仅是王号，而是和直属官员相同的官职，比如南朝宋顺帝就曾封百济国王为“镇东大将军”，封日本为“安东大将军”。唐太宗时开始，更普遍封赐各内属的地方首领官职，设立羁縻州、县，以体现其“华夷一家”的思想。如渤海被封为“忽汗州大都督”、疏勒被封为“疏勒都督”等等。盛唐時期，對亞洲的影響力逐漸擴大，除了西域諸國外，鄰近的吐蕃、回紇、日本、新羅陸續派遣「遣唐使」並展開雙邊貿易。
值得注意的是，唐朝羁縻制度有三种情况，一种是在唐朝军事力量笼罩之下的地区设立的羁縻州、县，其长官由部族首领世袭，内部事务自治，并进行象征性的进贡，但是负有一些责任，如忠于中原政府、不吞并其他羁縻单位和内地州县，以及按照要求提供军队等等，实际上中原政权将其视为领土的一部分，文书用“敕”；一种是所谓的内属国，如疏勒、南诏、契丹等，一般封为都督或郡王，有着自己的领土范围，但是其首领的政治合法性来自于中原政府的册封，不能自主，中原政权将其视为臣下，文书用“皇帝问”；一种是所谓的“敌国”和“绝域之国”，如吐蕃、回纥、日本等，虽然可能亦有册封，然多为对现实情况的追认，其首领的统治合法性并不依赖中原政权的册封，中原政权的文书多用“皇帝敬问”。
宋朝之后，进一步加强了对第一种情况的羁縻州、县的控制，在部族首领之外，加派中原政府任命的监管官员，到元代逐渐演化成土司制度，实际上将其纳入了中原政权的领土之中。在北宋時期，北方邊境受到西夏、契丹、金國與蒙古帝國的侵擾，加上宋朝「重文輕武」的國策以至於國防空虛，兵敗如山倒；最後北宋仍向敵方簽訂「歲幣」形式的「澶淵之盟」等一連串條約。但宋朝仍發展了蓬勃的海上貿易，主要貿易對象為高丽、日本等周邊國家。北宋末年，宋徽宗从朱勔之议，设立苏杭应奉局，命两浙百姓岁贡奇花异木和太湖石供自己玩赏，称为“花石纲”。不堪花石纲盘剥的浙江民众在方腊的领导下举行了起义，被童贯镇压。宋钦宗即位，罢花石纲，诛杀朱勔以平民愤。
元代时高丽国王被短期册封为“征东行省丞相”。此外，元朝（蒙古语称为大元大蒙古国）皇帝自称是西方蒙古汗国的宗主，但是受到各汗国的一致反对，只有伊儿汗国在元世祖忽必烈在世的几十年中承认元朝的宗主地位。后逐渐采用传统上的朝贡体系，例如忽必烈和元成宗先后颁发给伊儿汗国刻有汉字“王府定国理民之宝”、“真命皇帝和顺万夷之宝”的方印等。
進贡不等于冊封，天下可分为：一、有贡有封，如朝鲜三国。二、有贡无封，如日本。三、无贡无封，沙缽略以前的突厥汗国。

### 鼎盛：朝贡制度
1368年，明朝建立，1371年明太祖朱元璋明确规定安南、占城、高麗、暹羅、琉球、蘇門答臘、爪哇、湓亨、白花、三弗齊、渤泥以及其他西洋、南洋等国为“不征之国”，实际上确立了中国的实际控制范围。他并且确定了“厚往薄来”的朝贡原则。由此最后确立了朝贡体系成为东方世界的通行国际关系体制。在这个体制中，中国中原政权成为一元的中心，各朝贡国承认这一中心地位。

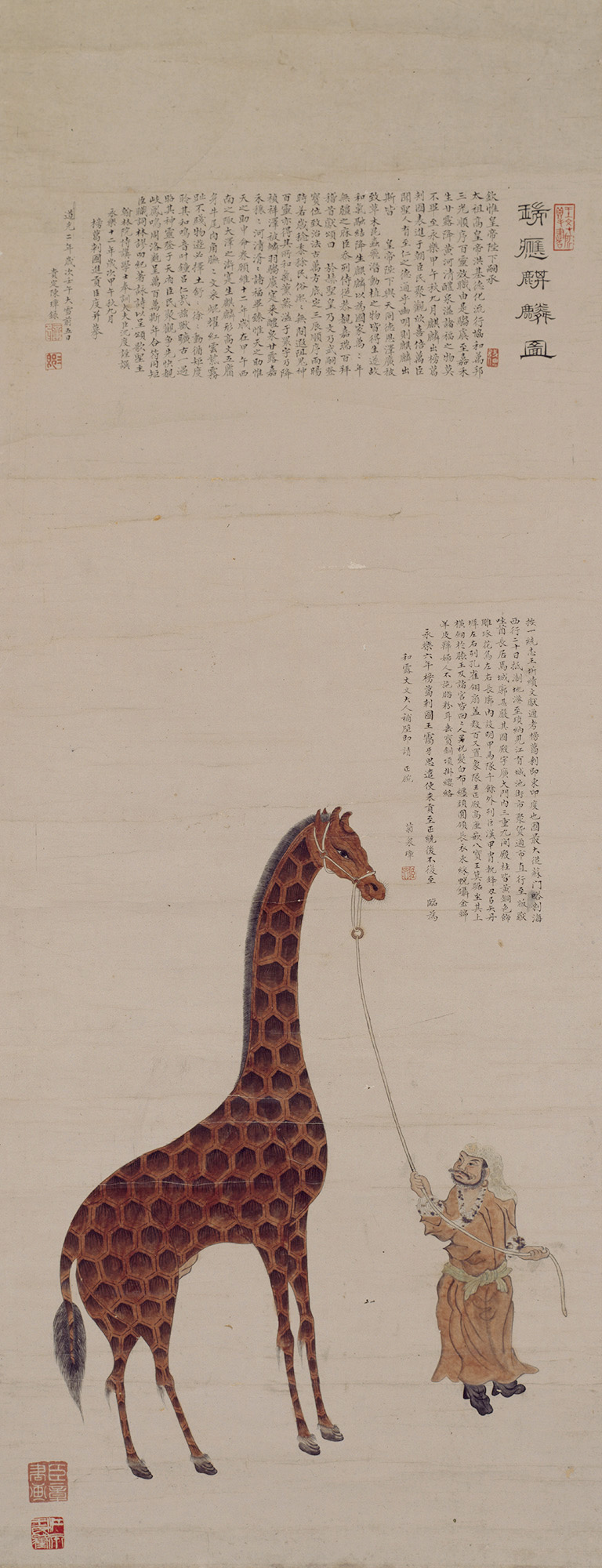
清代陈璋根据明代沈度原作瑞应麒麟图临摹而成的《榜葛剌进麒麟图》。描繪公元1414年（永乐十二年）榜葛剌国进贡的麒麟（长颈鹿）

15世纪前期，明成祖時随着鄭和下西洋的强大宝船队对印度洋的巡航，帶動了明朝短暫的海上探險，同時也向東南亞與印度洋沿岸各國展示了明朝的強大武力和经济实力，東南亞領主出于贸易的吸引，向明朝稱臣並奉上如長頸鹿等土产动物、植物，以换取明朝精美的手工业制品和生活用品。随着明朝永乐帝朱棣对北方元朝残余势力的扫荡和获得中亚蒙古汗国体系的承认成为共主，朝贡体系达到了它的巅峰，在明朝陆海军实力的震慑和“厚往薄来”贸易政策的吸引下，向明朝政府朝贡的国家和地区一度达到了65个。在此同时，较早加入中华朝贡体系的一些国家开始模仿这一体系，以自身为核心谋求扩大区域势力范围，例如朝鲜对女真，越南对占婆、南掌等国，也都提出了进贡的要求，形成了数个次级的区域朝贡中心。
这个时期，除了同明朝有直接接触的朝鲜、越南、缅甸等国外，在厚往薄来政策引导下，整个亚洲区域的朝贡体系逐渐演变成了一种以明朝为中心的国际贸易往来，尤其是明朝前中期的海禁政策，使得朝贡几乎成为这些国家同中国进行贸易往来的唯一手段，这之中最有名的就是中日之间的勘合貿易。
到了1644年，清朝建立，保留了明朝的大部分朝贡体系，只是要求各国缴还明朝的封诰，重新领取清朝的封诰。到18世纪中叶，中亚的哈薩克、浩罕、布哈拉等也进入了朝贡体系。而朝鲜、日本、琉球和东南亚国家的来往由礼部负责接待。
清朝明确将和周围部族的联系交给理藩院，蒙古、西藏和回疆等藩部的的庶政由理藩院负责管辖，藩部不同于朝贡国，属清廷间接统治的领土。直到1906年清末新政中因改革官制，理藩院改为理藩部。在清亡后，理藩部被撤销。

### 崩溃：与条约体系的碰撞
1648年，随着《西發里亞和約》的签订，条约体系逐渐成为欧洲国家之间的主要国际交流体系。同时，殖民体系成为欧洲国家在与其他弱小部族交往时的主导体系。
随着欧洲国家逐渐同东方世界直接接触，这几种国际关系体系之间的冲突便开始发生。1653年，俄罗斯沙皇派遣使节，要求顺治帝向其称臣，成为俄罗斯的殖民地。这种要求理所当然地被中国的统治者拒绝，而反过来要求沙皇前来北京朝贡。经过长期的武力冲突和外交斗争，中俄双方都开始认识到对方的实力，最后于1689年，两国按照欧洲国际公法的惯例，签订了《尼布楚条约》，之后又在1727年签订了《布连斯奇条约》，次年互換約文，实际上确立了两国的平等地位。
同时，欧洲势力逐渐蚕食了中国清朝周边的各小国，日本进一步加强了对琉球的控制。这些都使得朝贡体系内的成员有所减少。清朝中期，清史稿记载的朝贡国有十几个，包括：朝鲜、琉球、越南、苏禄、缅甸、南掌、暹罗、兰芳共和国、哈萨克、浩罕、布哈拉、阿富汗、乾竺特、巴达克山、尼泊尔等。
但是，这并没有动摇朝贡体系的基础。因此，直到1793年，随着英国乔治·马戛尔尼使团出使北京並準備向清廷商討通商事宜，条约体系和朝贡体系方才发生了全面的碰撞。马戛尔尼提出的互派使节、签订通商条约等要求，均被乾隆帝以“不可更张定制”为由拒绝。清廷則要求馬戛爾尼要行「君臣之禮」，馬氏不悅，最後仍以單腳跪地向清廷做出妥協的姿態，乾隆才以「厚往薄來」的原則把馬戛爾尼給打發走。在鸦片贸易上，两种不同体制之间的摩擦终于达到了不可调和的程度，终于导致了鸦片战争的爆发。1842年，清朝政府被迫与英国签订了《中英南京条约》，首次以文字的形式规定了中国和外国平等往来，朝贡体系的基础遭到了不可挽回的动摇。
在接下来的数十年中，朝贡体系被一个又一个条约削弱。随着中法战争和中日甲午战争爆发後《中法新约》和《马关条约》的签定，朝贡体系内最后的成员越南和朝鲜也脱离了这一体系，朝贡体系彻底崩溃。

## 各属国所供之物
《清史稿·属国传》记载的各藩屬國對中原王朝所進貢之貢品如下：
- 朝鲜（今朝鮮民主主義人民共和國及大韓民國）：每年进贡一次，每次进贡黄金百两、白金千两、水牛角二百对、貂皮百张、鹿皮百张、茶千包、水獭皮四百张、青鼠皮三百张、胡椒十斗、腰刀二十六口、顺刀二十口、苏木二百斤、大纸千卷、小纸千五百卷、五爪龙席四领、花席四十领、白苎布二百疋、绵绸二千疋、细麻布四百疋、细布万疋、布四千疋、米万包。
- 琉球（今日本沖繩縣及奄美諸島）：两年进贡一次，进贡之物无定额，既有本地特产也有从东南亚购买的大量热带农产品和工艺品。康熙十九年，清圣祖诏令琉球国从此以后只需进贡马匹及熟硫磺、海螺壳、红铜等物，不必进贡购自外洋的物品。
- 缅甸：十年“进贡”一次，于乾隆五十二年“进贡”金塔、驯象、宝石、金箔、檀香、大呢、象牙、漆盒诸物及绒毡、洋布四种；于乾隆六十年为庆贺清仁宗登基而“进贡”缅石长寿佛、贝叶缅字经、福字镫、金海螺、银海螺、金镶缅刀、金柄麈尾、黄缎伞、贴金象轿、洋枪、马鞍、象牙、犀角、孔雀、木化石、玄猴皮、各色呢、各色花布等物。
- 暹罗（今泰国）：三年进贡一次，道光帝时改为四年进贡一次。康熙四年“进贡”龙涎香、西洋闪金缎、象牙、胡椒、豆蔻、沉香、乌木、大枫子、金银香、苏木、孔雀、六足龟等物；乾隆五十一年“进贡”龙涎香、金钢钻、沉香、冰片、犀角、孔雀尾、翠皮、西洋毡、西洋红布、象牙、樟脑、降真香、白胶香、大枫子、乌木、白豆蔻、檀甘密皮、桂皮、螣黄等物及驯象两头；乾隆五十六年“进贡”寿烛、沉香、紫胶香、冰片、燕窝、犀角、象牙、通大海、哆啰呢等物庆贺清高宗八十大寿；嘉庆元年“进贡”龙涎香、冰片等二十四种礼品庆贺清仁宗登基。
- 南掌（今老挝琅勃拉邦）：五年进贡一次，乾隆八年改为十年进贡一次。乾隆六十年进贡长生经一卷、阿魏二十斤、象牙四十、夷锦四十；嘉庆十二年进贡驯象四只、象牙四百斤、犀角三十斤、土绢一疋。
- 苏禄（今菲律宾苏禄群岛）：五年进贡一次。雍正五年进贡珍珠、玳瑁、花布、金头牙萨白幼洋布、苏山竹布、燕窝、龙头、花刀、夹花标枪、满花番刀、藤席、猿猴等物。
- 廓尔喀（尼泊尔）：五年进贡一次。乾隆五十四年进贡乐工、驯象、番马、孔雀、甲噶尔所制番轿、珠佩、珊瑚串、金银丝缎、金花缎、毡呢、象牙、犀角、孔雀尾、枪刀、药材等29种物品以示臣服清朝。
- 巴达克山（巴达赫尚）：乾隆二十五年进贡刀斧及八匹骏马；乾隆二十八年进贡马、犬、鸟枪、腰刀。
- 阿富汗：乾隆二十七年“进贡”（实为赠送）良马四匹。
- 坎巨提（在今巴基斯坦西北部）：每年进贡砂金一两五钱。

## 作用和影响
在朝貢體系影響下，東亞地區逐漸形成一個以漢字、儒家、漢傳佛教為核心的東亞文化圈。文化圈內，強調文化上的華夷之辨。
朝鲜半岛历史上深受中國文化影響，从新罗到高丽一直是中國古代王朝的朝貢國。朝鮮王朝在明朝滅亡之後把取而代之的清朝視為蠻夷。但17到18世纪前期以后康乾盛世的強盛，朝鮮王朝的态度随着清朝正式入主中原和南明滅亡，表面對於清朝的態度上发生明显转变，然而對內不用清朝年號而僅用干支紀年（有時仍然沿用崇禎紀元），稱清帝為「虜主」「胡皇」。
越南在陳朝時代，通過抗擊元朝入侵，以及經歷了後來反抗明朝的短暫統治，越南逐漸形成了自己是與「北國」（中國）相對、具有對等地位的文明國家「南國」的自我意識形態。與此同時，越南人認為自己比暹羅（泰國）、占婆、哀牢（老撾）、真臘（柬埔寨）等國的文明程度高，並將他們視為自己的藩屬國。阮朝也以華夷之辨處理對外關係，自居為“華”，將漢字同文國以外的周邊國家視為“夷”，自稱“中國之於外夷，治以不治”、“先王經理天下，夏不雜夷，此誠杜漸防微之意也。紅毛人狡而詐，非我族類，其心必異，不可聽其居留”。越南在1885年被法国侵占之前，一直是清朝的藩属国，國號“越南”亦为清嘉庆帝所定。
早在隋朝時期，倭王就以“日出之处天子”自居、称隋朝皇帝为“日落之處天子”，受到中國中心思想的程度比起韓國和越南來說较低。奈良和平安时代前期的日本在派出遣唐使朝贡的同时，对内自称天皇并要求新罗、渤海和虾夷以自己为“中华”朝贡。宋朝被蒙古人建立的元朝滅亡以及明朝被满族建立的清朝灭亡後，日本逐渐产生所謂華夷變態之論，開始對中國產生优越感与敵意，在第二次世界大戰中被推向了頂峰。

### 對國內宣傳
中國傳統朝貢文化，由外國使節前來向中國皇帝訪問並帶來讚頌皇帝的信表與禮物。在外國使節進入中國領土後，通常中國方面會負擔使節在中國境內旅費，對古代日本使節並以軍隊護衛舉起「倭人朝貢」旗幟與樂隊伴行供民眾圍觀，目的是對國內進行宣傳，讓國內民眾感受皇帝威望遠播，向中國人民說明中國皇帝是承受天命之人，屬於中國外交政策一環。很多情況下天朝所謂的藩屬國與中國王朝並無實際的君臣關係，天朝往往將來往使臣視為“進貢”。
乾隆年间阿富汗杜兰尼王朝所派使臣抵达北京城，不仅拒绝向乾隆帝行跪拜之礼，而且在递交国书时，大肆吹嘘阿富汗军队在北印度取得的胜利，标榜国王艾哈迈德沙·杜兰尼的武功。在阿富汗使臣回国之后，清廷出于面子，虽然仍将其列为了所谓的藩属国，但乾隆却评价阿富汗“并非明理之部落”，“非安分守己之辈”，并下令西北严守边境，将阿富汗视为新疆安全稳定的重大潜在威胁。随后阿富汗屡次对向清朝进贡的巴达克山进行侵犯，巴达克山最终被杜兰尼王朝所灭，清朝也彻底断绝了与阿富汗的往来。
根据现代学者对缅甸國王寫給乾隆皇帝的銀表文的翻译，發現緬甸文意思跟中文翻譯意思有很大不同，緬文文件中稱乾隆為皇兄，兩國類似兄弟之国关系，中文文件緬王對乾隆自稱「臣」且表達「臣等愿充外藩」這意思在緬文文件中並沒發現。對於這種不同，學者認為是商人吳尙賢欺騙兩方造成的。

### 書目來源
- 明 马欢 著. .
- 明 黄省曾 著. .
- 明 张燮 著. .
- 孫歌 著. . 《讀書》. 2000年, (第2期).
- 孫衛國 著. . 中華書局版.

## 关联条目
- 曾向中原王朝朝贡的政权列表
- 天下
- 和親
- 事大主義
- 漢字文化圈

## 外部連結
- 張啟雄：〈東西國際秩序原理的差異——「宗藩體系」對「殖民體系」（页面存档备份，存于）〉。
- 松浦章：〈清代中国嘉庆年间之东亚的朝贡国与互市国（页面存档备份，存于）〉。
- 貢品數據管理（页面存档备份，存于），尋找清朝進貢資料，由香港浸會大學圖書館（页面存档备份，存于）提供